# Кубок Норвегії з футболу 2000
Кубок Норвегії з футболу 2000 — 95-й розіграш кубкового футбольного турніру в Норвегії. Титул здобув Одд Гренланн.

## Календар
| Раунд        | Дата               | Матчі | Клуби   |
| ------------ | ------------------ | ----- | ------- |
| Перший раунд | 23-25 травня 2000  | 36    | 86 → 50 |
| Другий раунд | 12-20 червня 2000  | 18    | 50 → 32 |
| 1/16 фіналу  | 27-28 червня 2000  | 16    | 32 → 16 |
| 1/8 фіналу   | 19-26 липня 2000   | 8     | 16 → 8  |
| 1/4 фіналу   | 5-6 вересня 2000   | 4     | 8 → 4   |
| 1/2 фіналу   | 23-24 вересня 2000 | 2     | 4 → 2   |
| Фінал        | 29 жовтня 2000     | 1     | 2 → 1   |

## 1/16 фіналу
| Команда 1        | Рахунок      | Команда 2        |
| ---------------- | ------------ | ---------------- |
| 27 червня 2000   |              |                  |
| Відар (3)        | 2:0          | Геугесунн        |
| 28 червня 2000   |              |                  |
| Мосс             | 2:1          | Рауфосс (2)      |
| Люн (2)          | 3:0          | Саннефіорд (2)   |
| Стабек           | 0:2          | Трефф (3)        |
| Гам-Кам (2)      | 2:4          | Ліллестрем       |
| Конгсвінгер (2)  | 0:3          | Старт            |
| Стремсгодсет (2) | 2:0          | Скейд (2)        |
| Одд Гренланн     | 6:1          | Толлнес (3)      |
| Брюне            | 2:2 пен. 3:4 | Ейк-Тенсберг (2) |
| Вікінг           | 2:1          | Бюосен (2)       |
| Бранн            | 2:0          | Стур (3)         |
| Согндал (2)      | 0:7          | Волеренга        |
| Торнадо (3)      | 0:5          | Молде            |
| Стрінхейм (2)    | 2:0          | Русенборг        |
| Лофотен (3)      | 1:4          | Буде-Глімт       |
| Тромсе           | 4:1          | Альта (3)        |

## 1/8 фіналу
| Команда 1        | Рахунок | Команда 2        |
| ---------------- | ------- | ---------------- |
| 19 липня 2000    |         |                  |
| Ейк-Тенсберг (2) | 1:5     | Буде-Глімт       |
| Стрінхейм (2)    | 0:5     | Одд Гренланн     |
| Трефф (3)        | 0:5     | Вікінг           |
| Волеренга        | 6:0     | Відар (3)        |
| 20 липня 2000    |         |                  |
| Молде            | 3:0     | Бранн            |
| Ліллестрем       | 3:0     | Стремсгодсет (2) |
| Люн (2)          | 0:3     | Мосс             |
| 26 липня 2000    |         |                  |
| Старт            | 3:2 дч  | Тромсе           |

## 1/4 фіналу
| Команда 1      | Рахунок      | Команда 2  |
| -------------- | ------------ | ---------- |
| 5 вересня 2000 |              |            |
| Буде-Глімт     | 2:0          | Ліллестрем |
| 6 вересня 2000 |              |            |
| Одд Гренланн   | 2:2 пен. 9:8 | Мосс       |
| Старт          | +:-          | Молде      |
| Вікінг         | 3:2          | Волеренга  |

## 1/2 фіналу
| Команда 1       | Рахунок | Команда 2  |
| --------------- | ------- | ---------- |
| 23 вересня 2001 |         |            |
| Одд Гренланн    | 4:0     | Буде-Глімт |
| 24 вересня 2000 |         |            |
| Вікінг          | 4:0     | Старт      |

## Фінал
| 29 жовтня 2000 |

| Вікінг   | 1:2 дч   | Одд Гренланн                       |
| -------- | -------- | ---------------------------------- |
| Даль 43' | Протокол | Тіхінен 65' (аг) Фліндт Б'єрг 106' |

| Уллевол, Осло Глядачів: 24 864 Арбітр: Фроде Квам |